# Retrocontinuïtat

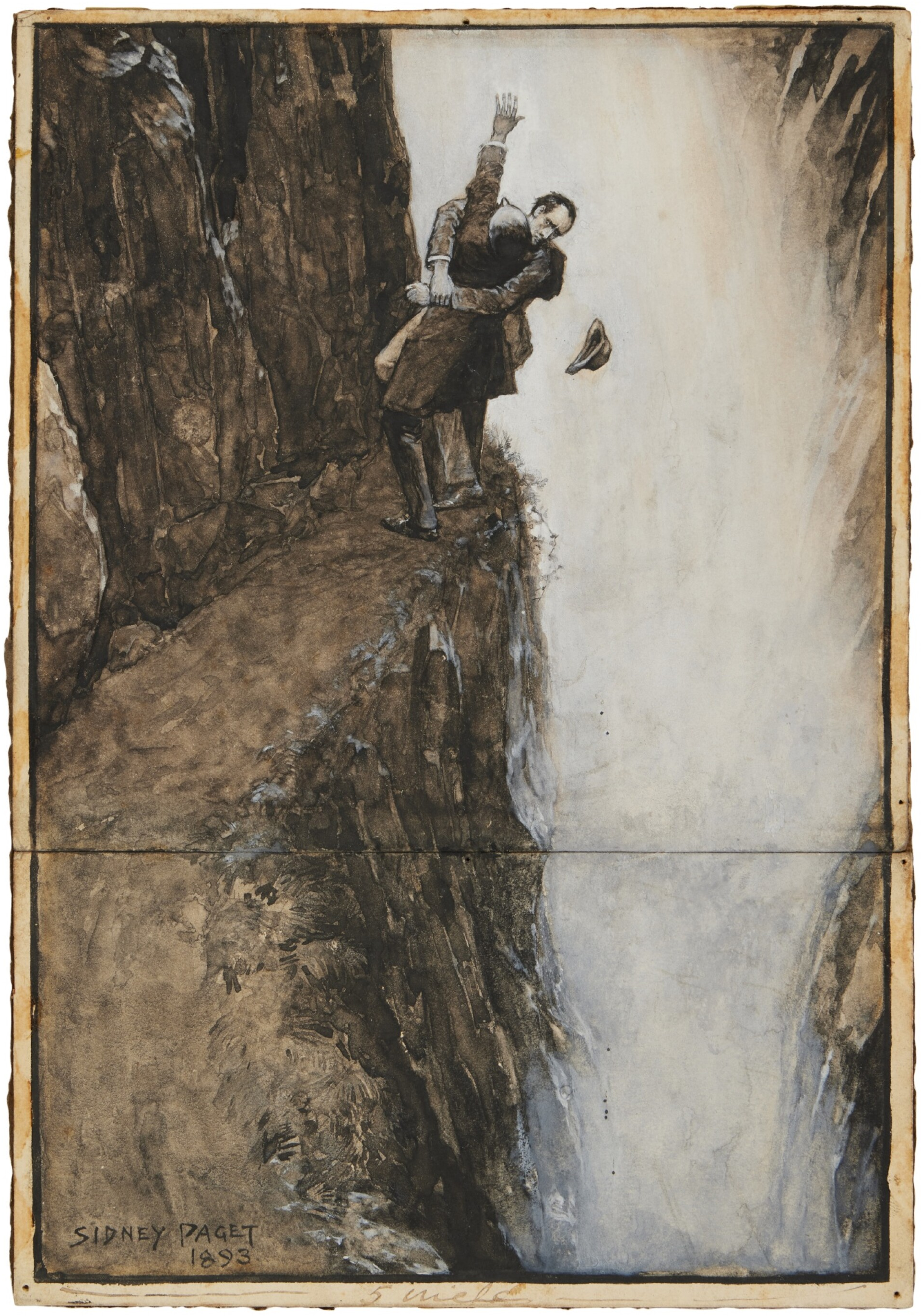
La mort de Sherlock Holmes: Sir Arthur Conan Doyle va usar retrocontinuïtat per a explicar la tornada de Sherlock Holmes després de la seva mort lluitant contra el seu nèmesi, el Professor Moriarty.

Retrocontinuïtat, continuïtat retroactiva, o retcon (acrònim del terme anglès retroactive continuity) és l'alteració dels fets prèviament establerts en una obra de ficció, generalment afegint nova informació, modificant, o reinterpretant la ja existent. L'acte d'escriure i publicar una retrocontinuïtat es coneix en anglès com retconning.
Les retrocontinuïtats són comunes en les obres de ficció que tenen una història prou prolongada, com per exemple alguns còmics de superherois, sèries de televisió, seqüeles i preqüeles de novel·les, pel·lícules, i videojocs, serials de ràdio, fruit de la gran quantitat d'autors que han anat treballant en elles al llarg dels anys i del desig d'actualitzar els personatges.

## Orígens
Encara que Jules Verne ja emprava l'efecte (vegeu L'illa misteriosa), el terme "continuïtat retroactiva" va ser popularitzat pel guionista de còmics Roy Thomas en la seva sèrie All-Star Squadron dels anys 1980 on apareixien superherois de DC Comics de la dècada de 1940. El primer ús conegut del terme és en la columna de cartes al director de Thomas del número 20 d'All-Star Squadron (abril de 1983), on Thomas va escriure que ell mateix ho va sentir en una convenció. Damian Cugley va escurçar el terme a "retcon" el 1988 a USENET per a descriure els successos en el còmic Swamp Thing en els què Alan Moore va reinterpretar l'origen del personatge homònim. El terme "retcon" també es va emprar en la societat Treasure Trap de la Universitat de Birmingham vers el 1987.
Actualment sobretot en els còmics de Marvel i DC Comics és una tècnica prou comuna a causa de la gran quantitat d'escriptors que han treballat en sèries i personatges, que a vegades tenen més 40 anys d'històries i una infinitat de guionistes a la seva esquena. Alguns casos recents són les col·leccions del Capità Amèrica o X-Men: Mortal Genesis de Brubaker, així com la sèrie New Avengers: Illuminati de Bendis creada amb total llibertat per a eliminar els orígens de l'Univers Marvel; en la qual es recorre a fets del passat que contínuament són reescrits i inserits en la continuïtat "creada" recentment.

## Tipologia
Encara que existeix una considerable ambigüitat i superposicions entre els diferents tipus de continuïtats retroactives, poden fer-se algunes distincions entre ells, depenent de si agreguen, alteren o lleven material de la continuïtat anterior.